# Pipe and Lyde
Pipe and Lyde – wieś w Anglii, w hrabstwie Herefordshire. Leży 4 km na północ od miasta Hereford i 191 km na zachód od Londynu.